# Ryszard Pietras
Ryszard Pietras (ur. 3 lipca 1963) – żołnierz, generał brygady Sił Zbrojnych Rzeczypospolitej Polskiej.

## Życiorys
Urodził się w Wygnanowie w gminie Opoczno. Absolwent Wyższej Szkoły Oficerskiej Wojsk Chemicznych im. Stanisława Ziaji w Krakowie, studiów II stopnia i studiów podyplomowych w Akademii Górniczo-Hutniczej w Krakowie, podyplomowych studiów polityki obronnej w Royal College of Defence Studies w Wielkiej Brytanii. Oficer jest absolwentem różnych kursów z zakresu wojskowości.
R. Pietras wywodzi się z wojsk chemicznych, był m.in. dwukrotnie Szefem Sekcji Wojsk Chemicznych 2 KZ, dowodził 5 Tarnogórskim Batalionem Chemicznym. Był oficerem 5 Pułku Strzelców Podhalańskich, po latach wrócił do podhalańczyków jako dowódca.
R. Pietras pełnił także służbę jako oficer operacyjny komórek sztabowych i jako dowódca pododdziałów PKW BiH wchodzących w skład SFOR.
W latach 2007–2010 był zastępcą dowódcy 1 Pułku Specjalnego Komandosów, a w 2010 objął dowództwo lublinieckiego oddziału - po raz pierwszy w drodze konkursu wyłoniono dowódcę tej JW.
Od 16 lutego 2010 r. do 5 września 2012 r. ówcześnie pułkownik Pietras był Dowódcą Jednostki Wojskowej 4101. Służbę w tej jednostce wojskowej zakończył ze względu na podjęcie podyplomowych studiów polityki obronnej w Royal College of Defence Studies. Swoim dowodzeniem przyczynił się do znacznego podwyższenia waloru bojowego pułku.
Następnie na stanowisku zastępcy dowódcy COS-DKWS (struktura następcza po Dowództwie Wojsk Specjalnych).
Z dniem 5 kwietnia 2017 r. objął dowodzenie 21 Brygadą Strzelców Podhalańskich. Dowódca Pietras jest weteranem działań poza granicami Rzeczypospolitej Polskiej. 
22 lutego 2018 roku Prezydent RP Andrzej Duda, na wniosek Ministra Obrony Narodowej Mariusza Błaszczaka, mianował go na stopień generała brygady. Akt mianowania odebrał z rąk prezydenta 1 marca 2018 roku w trakcie obchodów Narodowego Dnia Pamięci „Żołnierzy Wyklętych”.
Do 5 listopada 2021, przez 10 miesięcy pełnił obowiązki Dowódcy Centrum Operacji Lądowych - Dowódcy Komponentu Lądowego (COLąd-DKL).

## Odznaczenia
- Srebrny Krzyż Zasługi (2018, za zasługi dla obronności i suwerenności kraju)[12]
- Brązowy Krzyż Zasługi (3 listopada 2005, na wniosek Ministra Obrony Narodowej, za wzorowe, wyjątkowo sumienne wykonywanie obowiązków wynikających z pracy zawodowej)[13]
- Medal „Pro Memoria” (wręczony 6 października 2010)[14]
- Medal Stulecia Odzyskanej Niepodległości (2019)[15]